# (154865) Stefanheutz
(154865) Stefanheutz est un astéroïde de la ceinture principale.

## Description
(154865) Stefanheutz est un astéroïde de la ceinture principale. Il fut découvert le 9 septembre 2004 à Altschwendt par Wolfgang Ries. Il présente une orbite caractérisée par un demi-grand axe de 2,85 UA, une excentricité de 0,13 et une inclinaison de 15,1° par rapport à l'écliptique.

## Compléments